# Горње Папратско
Горње Папратско (грч. Πτεριά, до 1926. грч. Άνω Παπράτσκον) је насељено место у општини Костур у периферији Западна Македонија, Грчка. Према попису из 2021. године било је 92 становника.
Према бугарском географу и историчару, Василу Канчову, у Горњем Папратску је 1900. године живело 330 Словена муслимана. Године 1924. муслиманско становништво је принудно исељено у Турску а на њихово место су насељене грчке избеглице из Турске.